# Bianor albobimaculatus
Bianor albobimaculatus là một loài nhện trong họ Salticidae.
Loài này thuộc chi Bianor. Bianor albobimaculatus được Hippolyte Lucas miêu tả năm 1846.